# Christian Frederik Lütken
Christian Frederik Lütken, född 7 oktober 1827, död 6 februari 1901, var en dansk zoolog.
Lütken blev filosofie doktor 1857, assistent 1852 och inspektor för vertebraterna vid Köpenhamns zoologiska museum 1882 samt var professor i zoologi 1885-89. Lütkens författarskap omfattar förutom en del smärre skrifter över bland annat delfiner och parasitiska kräftdjur, huvudsakligen tagghudingar och fiskar. Lütken var även framstående som populärvetenskaplig författare.

## Utmärkelser
- Riddare av Dannebrogorden,  1880[2]
- Dannebrogsmännens hederstecken,  1891[2]
- Fellow of the Zoological Society

[Redigera Wikidata]